# Назикян, Арменак Дикранович
Назикян Арменак Дикранович (1923—2014) — ветеран Великой Отечественной войны, участник штурма Берлина, полковник в отставке.

## Биография
Родился 22 июля 1923 года в селе Большие Салы ныне Мясниковского района Ростовской области.
В 1941 году окончил школу № 16 им. Степана Шаумяна (ныне гимназия № 14) города Ростова-на-Дону.
Участник Великой Отечественной войны, штурмовал Берлин, расписался на стене Рейхстага. В начале войны учился в Краснодарском миномётном училище, на фронте был командиром взвода 63-го гвардейского стрелкового полка. С октября 1942 года воевал на Северо-Западном фронте, затем воевал на Прибалтийском фронта, освобождал республики Прибалтики и Польшу. Летом 1944 года Арменак Назикян был назначен командиром батареи. Войну окончил в Берлине.
После войны Арменак Дикранович учился и окончил Ленинградскую военно-медицинскую академию, стал военным врачом. Ушел в отставку в звании полковника медицинской службы, после чего работал на станции переливания крови Ростовской областной больницы.
Одновременно занимался военно-патриотическим воспитанием молодого поколения. Его воспоминания о школьных и военных годах находятся в музее гимназии № 14. Арменак Назикян оказывал помощь в поисковой работе, предоставил музею гимназии фотографии некоторых участников и ветеранов войны, активно участвовал в организации встреч с ветеранами.
Умер 12 февраля 2014 года.

## Награды
Был награждён тремя орденами Красной Звезды, орденами Отечественной войны II и I степеней, а также многими медалями, в числе которых «За боевые заслуги».